# Rebi Amoi
Chachabule Rebi Amoi est un homme d'affaires et homme politique salomonais.

## Biographie
Directeur de l'entreprise Fair Trade Company « qui gère une large gamme d'activités commerciales allant du transport maritime à l'exportation du bois de charpente », il est « multi-millionnaire ». Membre du Parti du peuple d'abord, il entre en politique en étant élu député de la circonscription de Marovo au Parlement national lors des élections législatives de 2019, battant l'ancien Premier ministre Snyder Rini dans cette circonscription. Seul élu de ce parti, il se range dans le camp du gouvernement de Manasseh Sogavare.